# Trichotropis kroyeri
Trichotropis kroyeri är en snäckart som beskrevs av Philippi 1849. Trichotropis kroyeri ingår i släktet Trichotropis och familjen toppmössor. Inga underarter finns listade i Catalogue of Life.